# Жалковщина
Жалковщина (укр. Жалківщина) — село, Берёзовская сельская община, Шосткинский район, Сумская область, Украина.
Код КОАТУУ — 5921583703. Население по переписи 2001 года составляло 4 человека .

## Географическое положение
Село Жалковщина находится на расстоянии в 1,5 км от села Горелое. По селу протекает пересыхающий ручей с запрудой.